# Gymnosiphon okamotoi
Gymnosiphon okamotoi är en enhjärtbladig växtart som beskrevs av Takasi Tuyama. Gymnosiphon okamotoi ingår i släktet Gymnosiphon och familjen Burmanniaceae. Inga underarter finns listade i Catalogue of Life.